# Christopher Zanella
Christopher Zanella (Waldshut, 21 de octubre de 1989) es un expiloto suizo de automovilismo. En 2011 fue subcampeón de la FIA Fórmula Dos.

## Carrera

### Inicios
Zanella empezó en el 2003 en el karting, en 2007 empezó a competir en los fórmulas con la Formula Renault 2.0 Suiza. En 2008 logró ganar el campeonato. Posteriormente entró a competir en competiciones como la Fórmula 3 Euroseries y la Eurocopa de Fórmula Renault 2.0.

### FIA Fórmula Dos y Fórmula Renault 3.5 Series
En 2011, Zanella entró a la FIA Fórmula Dos. Su temporada empezó muy bien, terminando en la zona de podio y ganando carreras, llegó a liderar el campeonato durante 4 rondas; en la segunda mitad del campeonato, no logró subir al podio en ninguna ocasión pero logró conservar la segunda plaza del campeonato. En 2012 repite en el campeonato y esta vez termina en la tercera posición final con 2 victorias a lo largo de la temporada.
Al año siguiente, compitió en la temporada de Fórmula Renault 3.5 Series con ISR Racing. Obtuvo un podio en su carrera de debut, pero luego no logró destacar y dejó la categoría al finalizar el año.

### Años posteriores
Tras dos años sin correr, el piloto suizo llegó al ADAC GT Masters para competir con un Porsche 911 GT3 R del equipo Schütz Motorsport en 2016. En la temporada siguiente se trasladó al equipo HB Racing (Lamborghini Huracán GT3), dejando nuevamente las carreras a tiempo completo al finalizar el año.